# Griesheim-près-Molsheim
Griesheim-près-Molsheim là một xã thuộc tỉnh Bas-Rhin trong vùng Grand Est đông bắc Pháp.